# 源満政
源 満政（みなもと の みつまさ）は、平安時代中期の武将。源経基の次男。満仲、満季らの同母兄弟。八島大夫、村岡大夫などと号した。満正とも記される。

## 経歴
正暦5年（994年）に行われた盗賊の追捕に際し、平維将や甥の頼親、頼信らと共に武者として捜索に動員されたことを伝える記録が初見とされる（『日本紀略』『本朝世紀』同年3月6日条）。武蔵守の任期を終えた長徳4年（998年）正月に治国の功として従五位上に叙される。またこの際、摂津守任官を望んだが叶わなかった（『権記』）。翌長保元年（999年）正月に正五位下に昇叙（『小右記』）。寛弘元年（1004年）以前に藤原実方の後任として陸奥守を務めている（『御堂関白記』）。 
藤原道長にたびたび馬を献上をしていることや上流の貴族が多く住む左京一条に邸宅を所有していたことが『御堂関白記』に見えていることから、兄や甥などと同じく摂関家に臣従する受領層の富裕な軍事貴族であったことが推察されている。また、平安後期に大江匡房によって記された『続本朝往生伝』には源満仲・頼光・平維衡・致頼らと共に一条天皇治世下における「天下之一物」としてその名が挙げられており、武士としての評価も高かったことがわかる。

## 伝承ほか
現在の兵庫県宝塚市にある波豆八幡神社は満政の創建と伝えられるほか、大阪府能勢町にある汐の湯温泉に湯治に出かけた記録が残るなど、当時の清和源氏の本拠地であった摂津国との関係を伺わす史跡や史料も存在している。

## 子孫
後代、満政の子孫は長男・忠重の系統が美濃国から尾張国、三河国方面にかけて進出し、嫡流の八島氏からは浦野氏、山田氏、高田氏、水野氏（小河氏）、足助氏、小島氏、佐渡氏、木田氏、山本氏など多くの氏族が輩出されたほか、次男・忠隆の系統は主に近江国を地盤として善積氏や雨谷氏、和田氏などを称した。また、三男・忠国は摂津との関係が記録に残っている。なお、曽我蕭白の師と考えられている江戸時代中期の京狩野派絵師高田敬輔は、この高田氏の末裔である。
南北朝時代から江戸時代にかけて三宝院に仕えた飯田氏は「満政正嫡家義」の末裔を自称した。

## 系譜
- 父：源経基
- 母：橘繁古女もしくは藤原敏有女
- 妻：不詳
- 生母不明
  - 男子：源忠重 - 子孫は美濃源氏、尾張源氏、三河源氏。
  - 男子：源忠隆 - 鷹飼の達人斉頼の父。子孫は近江和田氏など。
  - 男子：源忠国 - 摂津国山田城（亀ノ屋城）主。
  - 女子：源重文室 - 重文は光孝源氏・源信明の五男。